# Richard Attias
Pour les articles homonymes, voir Attias.
Richard Attias est un homme d'affaires marocain né à Fès le 19 novembre 1959.
Publicitaire, Richard Attias est connu pour sa longue carrière dans les affaires. Ancien président de Publicis Events Worldwide, il a ensuite fondé Richard Attias & Associates, une société basée à New York et spécialisée dans la communication d’influence et l’organisation de séminaires internationaux.

## Biographie

### Naissance
Richard Attias naît à Fès au sein d'une famille juive marocaine. Il grandit dans sa ville natale avant de poursuivre ses études supérieures en France à l'âge de seize ans.

### Formation et début de carrière
Richard Attias a été formé à l'Institut national des sciences appliquées de Toulouse, où il créa notamment la future JIS (Junior INSA Services). Ingénieur civil de formation (master de mathématiques et physique), il commence sa carrière en 1983 chez IBM en tant qu'ingénieur commercial.
Il entre ensuite à Econocom, puis dans le milieu de la communication événementielle en dirigeant les sociétés Nephtalie puis Global Event System. Son plus gros client est alors le World Economic Forum de Davos, avec lequel il collabore depuis 1994.
Après le rachat de l'agence de Richard Attias, Nephtalie, par le groupe Publicis et divers jeux de fusion et absorption, Richard Attias devient président de Publicis Events Worldwide, un réseau mondial consacré à la communication événementielle et spécialisé dans les conférences internationales, les événements institutionnels ainsi que le marketing de grands groupes. Le 20 avril 2007, Publicis Groupe et Richard Attias lancent PublicisLive, une agence spécialisée dans les événements les plus prestigieux du monde.
En tant que dirigeant, Richard Attias a été impliqué dans l'organisation du lancement de l'euro en France en 2000. Il s'est occupé, en étroite collaboration avec Cécilia Sarkozy, de l'organisation du congrès de l'UMP au Bourget où Nicolas Sarkozy a été porté à la présidence de l'Union pour un mouvement populaire (UMP) le 28 novembre 2004.

### Richard Attias & Associates
Richard Attias a fondé en 2008 à New York l’agence de communication stratégique et d’organisation d’événements Richard Attias & Associates, qui a pour objectif selon lui de « développer l’influence (de ses clients) à l’échelle mondiale, à catalyser l’innovation et à participer à l’échange d’idées dans un contexte global ».
Richard Attias & Associates organise notamment le New York Forum, une rencontre annuelle de décideurs politiques et économiques axée autour des enjeux de croissance. Depuis 2012, il organise également le New York Forum Africa, dont la première édition s’est tenue du 8 au 10 juin à Libreville au Gabon. Dès le début, le New York Forum Africa a été sévèrement critiqué par la société civile gabonaise, notamment par les Indignés du Gabon pour qui ce genre d'évènements ne fait que servir le pouvoir en place. Selon eux, le forum n'est ainsi qu'une vaste opération de communication destinée à redorer le blason d’Ali Bongo, terni par des affaires de corruption et de vol (enquêtes en France sur les biens mal acquis).
En 2010, en partenariat avec le Qatar, Richard Attias & Associates lance le Doha Goals Forum, un espace d'échanges consacré aux enjeux économiques et sociaux autour du sport.
En décembre 2013, Richard Attias ouvre le capital de sa société à hauteur de 30 % au groupe britannique de communication WPP.
En décembre 2014, la compagnie organise le premier Forum économique de la Francophonie, à la demande de Macky Sall. Avec l’objectif de rapprocher l’OIF du mode de fonctionnement du Commonwealth, plusieurs invités sont venus participer aux échanges, dont Alain Juppé, Jean-Marie Colombani, ou encore Thierry Breton.
Au-delà des commentaires sur le caractère dispendieux des évènements qu'il organise, Richard Attias connaît des critiques récurrentes concernant les retombées économiques et médiatiques. Par exemple, au Gabon, le diplomate et homme politique Jean Ping a publiquement mis en cause l'utilité du New York Forum Africa, organisé chaque année à Libreville : « Attias, c'est du vent. Le bilan ? Zéro. Où sont les investisseurs ? ».
En mai 2016, se basant sur des documents officiels du ministère gabonais du Budget, des opposants au Président Ali Bongo démontrent que l'édition 2015 du New York Forum Africa coûte en réalité 4,7 milliards de francs CFA, et non pas 590 millions comme avancé par les organisateurs. Il a vendu sa société principale au royaume d'Arabie saoudite : il avait pour important client son gouvernement, pour l'organisation d'une sorte de Davos dans ce pays.

### Scandale desPanama papers
Richard Attias est cité dans le cadre de l'affaire des Panama Papers parmi les personnalités ayant des comptes bancaires dans les paradis fiscaux. Reconnaissant recourir à des sociétés aux îles Vierges britanniques et au Delaware, Richard Attias déclare avoir choisi l'offshore par commodité et pour développer ses activités « en toute légalité ». Selon les Panama papers, Richard Attias et son épouse, Cécilia Attias, ont été deux des cinq actionnaires de la société The Experience by Richard Attias Ltd, enregistrée par la firme panaméenne Mossack Fonseca aux îles Vierges britanniques le 20 janvier 2010 et mise en liquidation en novembre 2014. Le reste de l’actionnariat est composé de l'entreprise WPP et de holdings du Royaume-Uni, d'Arabie saoudite, des îles Caïmans et des îles Vierges britanniques. Contacté par Le Monde à ce sujet, Richard Attias « assume sa position, tranchée, sur les questions fiscales » : « – Je suis marocain, je ne paie pas d’impôts, c’est un privilège et c’est très bien comme ça ! – Vous n’en payez pas au Maroc ? – Non, parce que je suis résident à Dubaï. ».

### Vie privée
Richard Attias est issu d'une famille juive marocaine.
C'est à l'été 2005 que Richard Attias se fait connaître du grand public, du fait de la révélation de sa liaison avec Cécilia Sarkozy, l'épouse du ministre français de l'Intérieur Nicolas Sarkozy, à New York.
Le 25 août, l'hebdomadaire Paris Match publie à la une la photo de Cécilia Sarkozy accompagnée de Richard Attias, sur la terrasse de l'appartement new-yorkais de l'homme d'affaires. Le magazine, qui précise que l'épouse du président de l'UMP a passé l'été « entre New York et Paris » avec le publicitaire, publie notamment une série de clichés montrant le couple enlacé dans les rues de la ville américaine ou côte-à-côte au restaurant, accompagné d'amis. Cependant, quelques mois après la publication de ce reportage, Cécilia Sarkozy fait savoir qu'elle part retrouver son mari, qui prépare sa campagne pour l'élection présidentielle de 2007.
Nicolas Sarkozy est élu le 6 mai 2007, mais cinq mois plus tard, le couple présidentiel, par un communiqué, annonce son « divorce par consentement mutuel ». Cécilia Ciganer Albéniz part rejoindre Richard Attias, alors lié à l'actrice Mathilda May, avec lequel elle prépare son troisième mariage. L'union de l'homme d'affaires et de l'ex-Première dame a lieu le 23 mars 2008 dans le Rockefeller Center de New York, au cours d'une cérémonie religieuse, relayée par la presse internationale.

### Au cinéma
Dans le film La conquête retraçant la campagne présidentielle de Nicolas Sarkozy en 2007, réalisé par Xavier Durringer, Richard Attias est interprété par l'acteur Yann Babilee Keogh.